# トニー・トゥレク
トニー・トゥレク（Toni Turek）ことアントン・トゥレク（Anton Turek, 1919年1月18日 - 1984年5月11日）は、ドイツ出身の元サッカー選手。ポジションはGK。

## 経歴
デュイスブルクSVでサッカーを学び、1936年にTuSデュイスブルク48/99（現アイントラハト・デュイスブルク）で選手キャリアをスタートさせた。1950年に西ドイツ代表に選出。1954年のFIFAワールドカップ・スイス大会では決勝のハンガリー戦で好セーブを見せ優勝に貢献。「ベルンの奇跡」の立役者となった。
この試合の実況アナウンサー、ヘルベルト・ツィンマーマンは、トゥレクの活躍を「サッカーの神様」と絶賛したが、ツィンマーマンは、この事で教会から非難を受け、終生苦しんだという。
1984年5月11日にノイスで死去、65歳没。

## 伝記
- Werner Raupp: Toni Turek - "Fußballgott". Eine Biographie, Hildesheim: Arete Verlag 2019 (ISBN 978-3-96423-008-9)